# Machika
"Machika" é uma canção gravada pelo artista musical colombiano J Balvin em parceria com o cantor arubano Jeon e a artista musical brasileira Anitta. A música foi lançada como single na madrugada do dia 19 de janeiro de 2018 no YouTube. A canção é a terceira parceria entre J Balvin e Anitta, uma vez que ambos já haviam trabalhado em um remix brasileiro de "Ginza" e na inédita "Downtown".

## Vídeo musical
O videoclipe da faixa foi liberado no mesmo dia de seu lançamento, sendo dirigido por Harold Jiménez.

## Performances ao vivo
J Balvin e Jeon Arvani fizeram a primeira apresentação da música juntos no festival Calibash em Los Angeles, sem Anitta. Anitta mais tarde performou a música no Festival Planeta Atlântida no Brasil.

## Remixes
Um remix da música em EDM pelo DJ americano Dillon Francis foi lançado em 30 de março de 2018. Em 31 de maio de 2018, um remix multilingue com artistas G-Eazy, Sfera Ebbasta, MC Fioti e Duki foi lançado.

## Prêmios e indicações
| Ano  | Prêmio                       | Categoria         | Resultado |
| ---- | ---------------------------- | ----------------- | --------- |
| 2018 | MTV Millennial Awards Brasil | Hit Internacional | Indicado  |

## Faixas
Download digital
1. "Machika" – 3:02

## Créditos
- Vocal – J Balvin, Jeon, Anitta
- Composição – J Balvin, Jeon, Anitta, Céu Rompiendo, Clyde Sergio Narain
- Produção – Chuckie, CHILDSPLAY

## Desempenho nas tabelas musicais
| Tabela musical (2018)                          | Melhor posição |
| ---------------------------------------------- | -------------- |
| Colômbia (Monitor Latino)                      | 1              |
| Colômbia (National-Report)                     | 1              |
| Equador (Monitor Latino)                       | 4              |
| Equador (National Report)                      | 10             |
| El Salvador (Monitor Latino)                   | 16             |
| Espanha (PROMUSICAE)                           | 48             |
| EUA (Billboard Bubbling Under Hot 100 Singles) | 16             |
| EUA (Billboard Latin Songs)                    | 10             |
| EUA (Billboard Latin Pop Songs)                | 10             |
| França (SNEP)                                  | 185            |
| Guatemala (Monitor Latino)                     | 18             |
| Honduras (Monitor Latino)                      | 7              |
| Itália (FIMI)                                  | 76             |
| México (Billboard Airplay)                     | 20             |
| Panamá (Monitor Latino)                        | 11             |
| Peru (Monitor Latino)                          | 14             |
| Portugal (AFP)                                 | 32             |
| Suíça (Schweizer Hitparade)                    | 94             |
| Venezuela (National Report)                    | 40             |

| Chart (2018)                            | Posição |
| --------------------------------------- | ------- |
| Argentina (Monitor Latino)              | 80      |
| Bolívia (Monitor Latino)                | 86      |
| Chile (Monitor Latino)                  | 58      |
| Colômbia (Monitor Latino)               | 30      |
| Costa Rica (Monitor Latino)             | 44      |
| Equador (Monitor Latino)                | 48      |
| El Salvador (Monitor Latino)            | 81      |
| EUA (Billboard Hot Latin Songs)         | 40      |
| EUA (Billboard Latin Airplay)           | 36      |
| EUA (Billboard Latin Pop Airplay Songs) | 35      |
| EUA (Billboard Latin Pop Songs)         | 35      |
| Guatemala (Monitor Latino)              | 25      |
| Honduras (Monitor Latino)               | 15      |
| México (Monitor Latino)                 | 46      |
| Nicarágua (Monitor Latino)              | 22      |
| Panamá (Monitor Latino)                 | 46      |
| Paraguai (Monitor Latino)               | 99      |
| Peru (Monitor Latino)                   | 22      |
| República Dominicana (Monitor Latino)   | 80      |
| Venezuela (Monitor Latino)              | 98      |

## Vendas e certificações
| Região | Certificação | Vendas   |
| --- | ------------ | -------- |
| Brasil (Pro-Música Brasil) | Diamante     | 120,000* |
| Espanha (PROMUSICAE) | Ouro         | 20,000^  |
| Estados Unidos (RIAA) | Platina      | 60,000‡  |
| Itália (FIMI) | Platina      | 50,000‡  |
| México (AMPROFON) | Platina      | 60,000*  |
| *números de vendas baseados somente na certificação ^distribuições baseadas apenas na certificação ‡vendas+valores de streaming baseados somente na certificação |              |          |